# Arditi (Musikprojekt)
Arditi ist ein 2001 gegründetes, schwedisches Martial-Industrial-Projekt, das nach den elitären Sturmtruppen (deutsch: ‚die Tollkühnen‘) des italienischen Heeres im Ersten Weltkrieg sowie den gleichnamigen Gefolgsleuten des nationalistischen Schriftstellers und Freikorpsführers Gabriele D’Annunzio benannt wurde. Beteiligte Musiker sind der aus der Black-Metal-Szene kommende Mårten Björkman sowie Henry Möller vom Martial-Industrial-/Neoklassik-Projekt Puissance. Ihre Tonträger erscheinen seit 2006 beim portugiesischen Label Equilibrium Music. Zu den musikalischen Charakteristika gehören der massive Einsatz von zeithistorischen Samples sowie ausgesprochen finstere, militante Klangkompositionen. Gesang im eigentlichen Sinne gibt es nicht; einigen Liedern liegen allerdings vorgelesene bzw. Spoken-Word-Texte zugrunde.

## Inhalte
Möller und Björkman selbst stellen ihr Projekt in die Tradition des italienischen Futurismus und dessen Begründer Filippo Tommaso Marinetti; als frühe musikalische Einflüsse werden Allerseelen und Der Blutharsch genannt. Aus dieser Traditionslinie ergeben sich die Leitmotive der Musik Arditis, gemäß dem Futuristischen Manifest: Verherrlichung von Gefahr und Kühnheit, Propagierung eines „heroischen Realismus“ und klangliche Schaffung einer kriegerischen Atmosphäre – mithin eine Glorifizierung des Krieges als extreme Form der Kunst.
Im Umschlag des Albums Omne Ensis Impera (deutsch etwa: ‚Beherrsche alles mit dem Schwert‘) findet sich dementsprechend folgendes Postulat:

“We sing the Praise of War. Not for the Way it makes People die, but for the Way it makes People come alive.”

Zur Umsetzung dieses künstlerischen Anspruchs wird in Arditi-Liedern eine Vielzahl zeitgeschichtlicher Samples verwendet, so aus Wochenschauen (Nicht mehr Schande; Der Angriff geht weiter; Sieg durch Zwecksetzung; Militant Fate) oder Redemitschnitten faschistischer Führer wie Corneliu Zelea Codreanu (Legionaries) und Benito Mussolini (Sun of Predappio). Teilweise werden auch Aufnahmen von Reden oder Auszügen aus Schriftwerken in englischer Übersetzung verwendet, unter anderem von Carl von Clausewitz (Military Virtue), Ioannis Metaxas (False Mask of Freedom), dem BUF-Politiker Arthur K. Chesterton (Profound Truths), Alfred Rosenberg (Religion of the Blood – aus Der Mythus des 20. Jahrhunderts) und Adolf Hitler (Sons of God; Bless our Arms – beide Titel enthalten Passagen aus Mein Kampf). Einige Lieder ziehen auch Samples aus Fernsehdokumentationen heran, so über die Leibstandarte SS Adolf Hitler (That Day of Infamy) oder die schwedischen Freiwilligeneinheiten im Winterkrieg Finnlands gegen die Sowjetunion (Volunteers). Verhältnismäßig selten werden eigene Texte, meist kulturpessimistischen Inhalts, im Spoken-Word-Stil vorgetragen (The Measures of Our Age, Ploughshares into Swords, The Sinking Ship, The Absolute Essence). Bei dem Lied Marching on to Victory handelt es sich um eine verfremdete Aufnahme des Marsches Preußens Gloria.
Diese inhaltliche Fixierung auf Krieg und totalitäre Systeme, gepaart mit einer durchgängig „kalten, monumental angehauchten Bildersprache“ ihrer Veröffentlichungen, schaffen eine für Arditi typische, als immens bedrohlich und unheilvoll wahrgenommene Atmosphäre, in der die ambivalente Musik es dem Hörer überlässt, ob er sie als Kriegsverherrlichung oder mahnende Umsetzung der großen Konflikte des 20. Jahrhunderts begreift: „Es zeigt sich: Die Schattenseiten der Geschichte, insbesondere der Krieg, bergen eine mächtige Faszination.“

## Zusammenarbeiten
Zum szeneintern sehr bekannten schwedischen Industrial-Musiker Henrik „Nordvargr“ Björkk bestehen enge Kontakte. Nordvargr arbeitete nicht nur maßgeblich am Album Omne Ensis Impera von 2008 mit, sondern beteiligte sich 2004 mit seinem Projekt Toroidh an dem Split-Album United in Blood.
Eine weitere musikalische Zusammenarbeit gab es mit der bekannten schwedischen Black-Metal-Band Marduk: Die Melodie zum Lied Deathmarch vom Marduk-Album Plague Angel stammt von Arditi, die den Titel als Instrumentalversion ohne die Gesangsspur des Marduk-Sängers Mortuus auf ihrem Album Standards of Triumph noch einmal selbst veröffentlichten. Auch die Musik zum Titel 1651 auf Marduks Album Rom 5:12 stammt von Arditi sowie Warschau III: Necropolis von der limitierten Edition des 2015 erschienenen Albums Frontschwein.

## Diskografie
- 2002: Unity of Blood (7″-EP; Svartvintras Productions)
- 2003: Marching on to Victory (Svartvintras Productions)
- 2003: Jedem das Seine (7″-Single; Miriquidi Productions)
- 2004: United in Blood (Split-Album mit Toroidh; Neuropa Records)
- 2005: Spirit of Sacrifice (Blooddawn Productions)
- 2006: Destiny of Iron (7″-Single; Equilibrium Music)
- 2006: Standards of Triumph (Equilibrium Music)
- 2008: Omne Ensis Impera (Equilibrium Music)
- 2009: Statues of Gods / Invictis Victi Victuri (10″ Split-EP mit Signa Inferre; Equilibrium Music)
- 2011: One Will (7"-Single; Equilibrium Music)
- 2011: Leading the Iron Resistance (Equilibrium Music)
- 2014: Nachlass der Vergessenen / Templets Heliga Härd (Split-7″ mit Atomtrakt; Trutzburg Thule)
- 2014: Imposing Elitism (MC; Temple of Death Productions)
- 2014: Pylons of the Adversary (Split-Album mit Acherontas, Puissance und Shibalba; W.T.C. Productions)
- 2015: March for the Gods (7"-Single; Neuropa Records)
- 2018: Bloodtheism (Demo via Bandcamp)
- 2019: Exaltation Of The Past (Compilation; Steinklang Industries)
- 2020: Insignia Of The Sun (MP3-Album)
- 2021: Exaltation Of The Past – Part II (Compilation; Blood Firmament)
- 2023: Emblem Of Victory (Blooddawn Productions)